# Туалетный столик

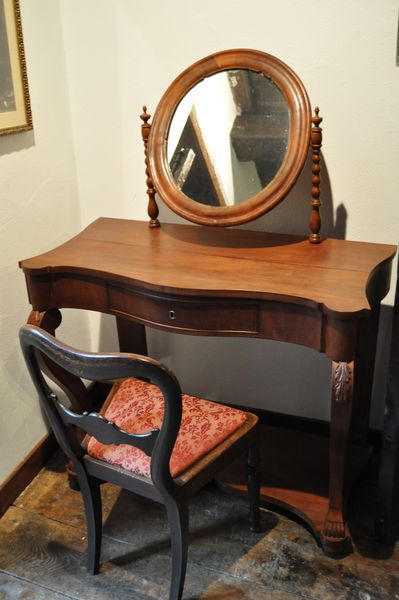

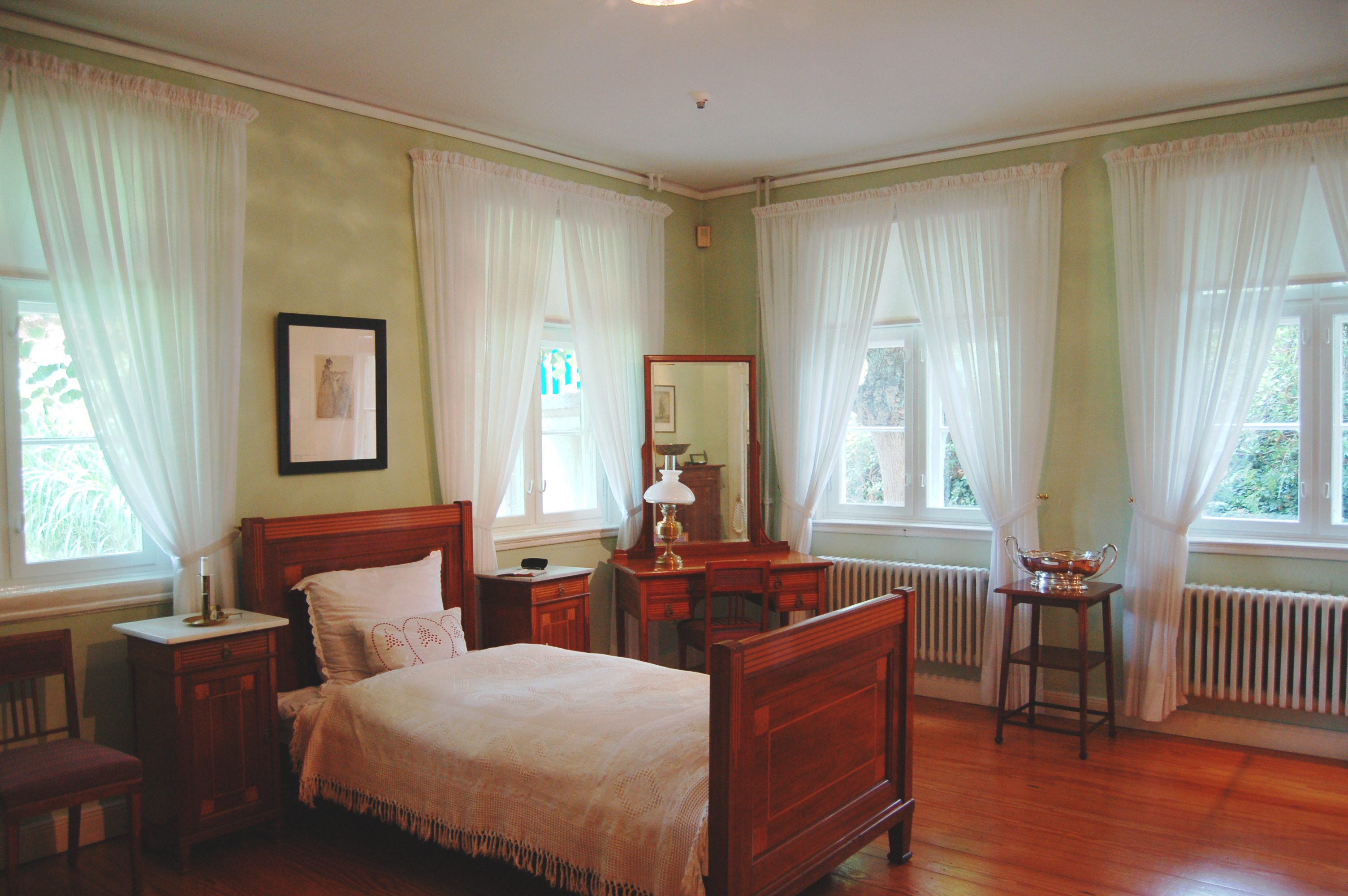
Туалетный столик с высоким зеркалом (см. трюмо)

Туалетный столик — стол с зеркалом, за которым женщины ухаживают за своим лицом и волосами. На туалетном столике размещаются косметические и парфюмерные средства.

## История
Первые туалетные столики появились в Европе в начале XVII века. Своё название мебель получила от французского «toile», что в переводе означает «наряд». Туалетные столики стали изготавливать в период расцвета французских балов, когда возникла необходимость в специализированной мебели. Первое время выпускали столики в виде уменьшенной копии письменного стола, потом стали делать полноценные туалетные комплекты с зеркалом, ящиками, полками и выдвижными секциями.

## Описание
Изготавливают столики из различных материалов, и чаще из массива, МДФ, ЛДСП, пластика, стекла. Есть модели на ножках и на колёсиках, с встроенным или приставным зеркалом. Выпускают столики в различных стилях: винтаж, прованс, «голливуд» (с подсветкой) и других.